# شهرستان سباح
ناحیهٔ سباح (به عربی: مدیریة سباح) یک ناحیه در یمن است که در استان ابین واقع شده‌است.
ناحیهٔ سباح ۱۵٬۹۹۶ نفر جمعیت دارد.